# Franz Peter von Paur
Franz Peter von Paur, (* 1. April 1703 in Weinhartsau (heute zu Kirchaitnach), Landkreis Viechtach; † 27. August 1757 in Waffenbrunn) war ein Reichsritter und kurfürstlich-bayerischer Hofkammerrat in München.

## Leben
Franz Peter von Paur war verheiratet mit Maria Johanna Franziska, geb. Sedlmayr; verwitwete Miller (* 27. Mai 1688 in München; † 13. Mai 1759 in Waffenbrunn; ⚭ 4. Januar 1732). Die Ehe blieb kinderlos.
Am 22. September 1744 wurde er gemeinsam mit seinem Bruder Johann Wolfgang von Kaiser Karl VII. in den Adelsstand erhoben. 1748 erwarb er die Hofmark Waffenbrunn – Löwenstein – Darstein. 1755 stifteten die Eheleute das „ewige Benefizium“ für die Schlosskirche Sankt Martin. 1757 erfolgte der Gant-Kauf des Burggutes Wetterfeld mit den Mannsritterlehen Göttling und Friedersried.
In seiner letzten Tätigkeit war er Salzbeamter zu Stadtamhof und Hauptmautner zu Regensburg.